# Стеллаж
Стелла́ж (от нем. Stellage) — складское специализированное мебельное оборудование для хранения предметов/грузов, состоящее из металлических стоек, балок и поперечных балок либо многоярусных настилов (полок), закрепленных на балках, либо состоящее из закреплённых на стойках консолей (консольные стеллажи).
В мебели стеллаж относится к корпусной мебели для хранения предметов различного назначения на полках, включая самую верхнюю полку/настил..
Стеллажи минимизируют занимаемую площадь и делают удобным доступ к хранимым на них предметам.

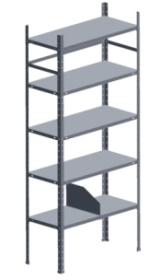
Пример классического архивного стеллажа.

Условно стеллажи подразделяются в зависимости от назначения и места использования на:
- Архивные стеллажи — используются для долговременного хранения документов в специально оборудованных для этого помещениях.
- Офисные стеллажи — используются для хранения различных мелкомасштабных предметов, коробок, документов, обычно хранимых в непосредственной близости от рабочего места.
- Торговые стеллажи — для оснащения торговых точек и магазинов.
- Брендовые стеллажи — применяются для определенного бренда в магазинах и супермаркетах
- Выставочные стеллажи — включают в себя витрины, витражи, стеллажи, применяемые в торговле, музеях, выставках и т. д.
- Складские стеллажи — применяются для хранения любых грузов и в зависимости от их веса и габаритов имеют разную конструкцию.
- Бытовые стеллажи — конструкции применяемые для хранения различных предметов в квартире, на даче, дома, в гараже.

а также по типу устройства:
- Универсальные стеллажи — полочные стеллажи, которые применяются как складские, архивные, офисные и передвижные стеллажи.
- Передвижные стеллажи — предназначены для организации или переоснащения архивных помещений.
- Грузовые стеллажи — используются для хранения грузов на стандартных поддонах, в контейнерах различных модификаций и размеров, а также на металлических сетчатых и фанерных настилах.
- Консольные стеллажи — применяются для хранения длинномерных грузов (доски, профили, трубы, уголок, брус и др.)
- Автоматизированные склады — подходят для хранения широкой номенклатуры товаров, контроля продукции, её идентификации и транспортировки.

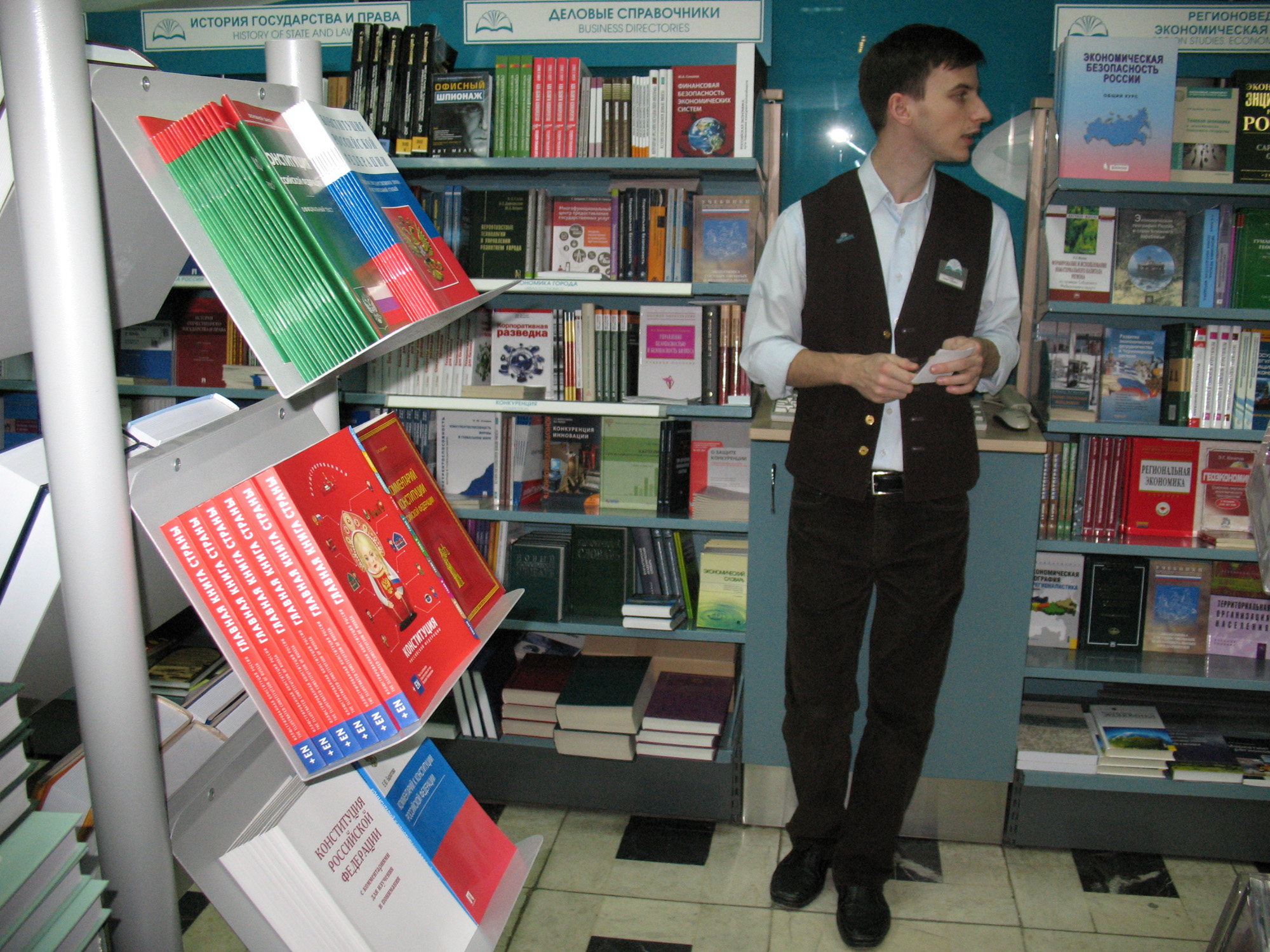
Использование стеллажей в книжной торговле.

- Палетные стеллажи (фронтальные) — фронтальные стеллажи предназначены для хранения различных грузов на поддонах. Рама стеллажа изготовлена из оцинкованных профилей, балки — из металлических холоднокатаных профилей. Элементы рам соединяются между собой болтами. Балки крепятся к раме при помощи зацепов. Балки укомплектованы фиксаторами. Балки регулируются по высоте с шагом 50 мм.

- Стеллажи полочные — распространенное оборудование для складирования вещей или хранения документов. Их используют в офисах, на складах, для обустройства промышленных помещений. Преимущество полочных стеллажей в том, что они достаточно легкие, несложные в сборке и долговечные. При необходимости стеллажи комплектуются специальными пластиковыми ящиками для хранениямелких грузов.
- Стеллажный комплекс — предназначен для производственных предприятий, складов, мастерских, гаражей и пр. Он состоит из оцинкованных стоек, полок, раскосной системы и собирается на зацепах, что существенно экономит время и силы.
- Стеллажи для автошин и дисков — стеллаж используется для вертикального хранения автомобильных шин (дисков) на балках, расстояние между которыми меньше диаметра шин (дисков). Мах нагрузка на секцию стеллажа — не более 2 500 кг.
- Стеллажи мобильные — мобильные стеллажи позволяют более экономично использовать полезную площадь помещения. Устанавливаются на рельсы и передвигаются по ним с помощью штурвала механического привода. На рельсы можно установить направляющие для въезда-выезда или фальшпол. Мобильные стеллажи имеют стопорное устройство. Стационарные стеллажи устанавливаются у стены, к ним перемещают мобильные.
- Стеллажи консольные — металлический стеллаж используется для хранения длинномерных грузов. Груз на стеллаже может храниться с одной стороны (односторонний стеллаж) или с двух сторон (двухсторонний стеллаж). Консоль устанавливается горизонтально или под наклоном и регулируется по высоте с шагом 100 мм и выдерживают нагрузку до 1400 кг на каждую пару консолей
- Стеллаж с выкатными платформами — новый стеллаж представляет собой сборно-разборную конструкцию. Главной особенностью являются выкатные платформы, которые позволяют использовать кран для загрузки-выгрузки штампов, пресс-форм и других крупногабаритных грузов. Стеллаж помогает сохранить дорогостоящие грузы в идеальном состоянии и сэкономить место в производственных помещениях.
- Стеллажи набивные — глубинные стеллажи предназначены для хранения однородного груза на поддонах. Отсутствие проходов между секциями позволяет эффективно использовать складские помещения. Стеллаж имеет особую конструкцию, чтобы штабелер мог свободно перемещаться внутри него.

## Складские стеллажи
Складские стеллажи имеют достаточно прочную и мощную конструкцию, которая выдерживает груз до нескольких тонн. Поскольку склад хранения товаров больших объемов и размеров, складские стеллажи легко разбираются и собираются. Все виды конструкций являются незаменимыми, имея ряд специфических особенностей и характеристик, которые подходят для различных складов. Некоторые используются для штучной продукции в пластиковых или металлических коробках, а многие из них предназначены для более громоздких и длинномерных грузов.
Существуют следующие типы складских стеллажей:
- Фронтальные стеллажи — популярный тип металлоконструкций. Любые товары легко помещаются на поддонах в несколько ярусов. Фронтальные стеллажи позволяют хранить большой объем товаров и обеспечивают быстрый и легкий доступ к каждому поддону.
- Полочные стеллажи — распространенный тип складского оборудования, позволяет хранить большие объемы товаров. Обычно на полках помещают коробки, ящики и пачки. Обслуживается данный тип преимущественно вручную.
- Въездные (глубинные, набивные) стеллажи — чаще всего используются для складирования однотипного груза или товаров с длительным сроком хранения. Погрузчик заезжает внутрь стеллажа, что значительно экономит площадь помещения.
- Гравитационные стеллажи — система хранения, где грузы на поддонах под силой тяжести перемещаются от зоны нагрузки в зону выгрузки по роликам.
- Мезонины (поверхностные, многоярусные) — это многоуровневые стеллажи со специальными рабочими площадками и лестницами, которые позволяют работать на любом уровне.
- Консольные стеллажи — используются для хранения длинномерных грузов.
- Мобильные (передвижные) стеллажи — это подвижные системы, которые легко передвигают палетные или консольные стеллажи. Оптимальный вариант компактного хранения.
- Комбинированные стеллажи — сочетание различных типов стеллажей в одной системе для одновременного складирования различных видов товаров на поддонах и полках.

## Испытания стеллажей
Испытания и освидетельствование стеллажей осуществляется на предприятиях машиностроения, легкой промышленности, добывающей промышленности Отделом главного механика по методике, описанной в ГОСТ Р 55525-2017.
Статические испытания стеллажей являются важным исследованием на безопасность. В процессе эксплуатации стеллажи подвергаются многочисленными циклами загрузки-разгрузки, металл накапливает усталость и важно определить момент, когда стеллаж изношен и больше не может нести заявленную заводом-изготовителем нагрузку.
Категории испытаний:
- Испытание вертикальной нагрузкой стеллажа — воздействие на стеллаж грузом или оборудованием с силой, которая прикладывается вертикально вниз. Цель испытаний — проверить грузоподъемность стеллажа.
- Испытания горизонтальной нагрузкой стеллажа — воздействие оборудованием с силой, которая прикладывается горизонтально. Цель испытаний — установить технические параметры стеллажа на сопротивление опрокидыванию.
- Испытания на выносливость стеллажа — воздействие на стеллаж силы, действующей на растяжение-сжатие, изгиб и кручение. Цель испытаний — выяснить пределы усталости металла и количество циклов безопасной загрузки-разгрузки стеллажа.
- Климатические испытания стеллажа — воздействие на стеллаж высоких/низких температур и повышенной влажности. Цель испытаний — выявить срок службы изделия в определённой среде и установить подходящие условия для эксплуатации.

Виды испытаний:
- испытания на разрушение — стеллаж будут ломать и устанавливать границы его прочности. Такие испытания проводят заводы-изготовители стеллажей, а также в случае добровольной сертификации. Главная цель исследований — определить границу безопасной эксплуатации стеллажа и задать запас прочности. К таким категориям испытаний относят испытаний на выносливость и климатические испытания.
- испытания во время эксплуатации — проводят калиброванными или наливными (насыпными) типами грузов (в последнем случае перед испытаниями масса груза тарируется на поверенных весах и далее устанавливается на стеллаж. Испытательным грузом нагружают две смежные секции всех уровней хранения. У каждого товара и изделия есть код предназначения ОКПД 2, где указано для чего можно использовать товар/вещество/материал. Для испытательного груза это код 29.24.53.214. Испытания могут быть признаны соответствующими установленным законодательством правилам только если на испытательный груз есть паспорт изделия, где написано, что груз (гиря) может использоваться при испытаниях. Использование несертифицированного груза (например, взвесить мешок сахара и положить его на стеллаж) считается испытание товаром и будет не официальным испытанием, а лишь экспериментом для собственного пользования[3]. Испытания стеллажей на месте эксплуатации могут проводить только специальные аккредитованные лаборатории. Этот вид исследований предусмотрен обязательными требованиями к безопасной эксплуатации оборудования, которые прописывают большинство заводов-изготовителей и п.10.3.2 ГОСТ Р 55525-2017.